# Liste der Kulturgüter in Samedan
Die Liste der Kulturgüter in Samedan enthält alle Objekte in der Gemeinde Samedan im Kanton Graubünden, die gemäss der Haager Konvention zum Schutz von Kulturgut bei bewaffneten Konflikten, dem Bundesgesetz vom 20. Juni 2014 über den Schutz der Kulturgüter bei bewaffneten Konflikten sowie der Verordnung vom 29. Oktober 2014 über den Schutz der Kulturgüter bei bewaffneten Konflikten unter Schutz stehen.
Objekte der Kategorien A und B sind vollständig in der Liste enthalten, Objekte der Kategorie C fehlen zurzeit (Stand: 1. Januar 2023).

## Kulturgüter
| Foto |                                                                          | Objekt                                                                               | Kat. | Typ | Standort                    | Beschreibung |
| ---- | ------------------------------------------------------------------------ | ------------------------------------------------------------------------------------ | ---- | --- | --------------------------- | ------------ |
| BW   | Datei hochladen · Wikidata zu Bibliothek der Planta Stiftung (Q14565345) | Bibliothek der Stiftung Planta / Biblioteca da la Fundaziun de Planta KGS-Nr.: 09302 | A    | S   | Mulins 2 786619 / 156567    |              |
| ja   | Datei hochladen · Wikidata zu Herz Jesu (Q29521545)                      | Herz-Jesu-Kirche / Baselgia catolica Herz-Jesu KGS-Nr.: 10055                        | A    | G   | Surtuor 19 786293 / 156529  |              |
| ja   | Datei hochladen · Wikidata zu Reformierte Kirche (Q1548812)              | Reformierte Kirche / Baselgia refurmeda KGS-Nr.: 03204                               | B    | G   | Crappun 27 786543 / 156525  |              |
| ja   | Datei hochladen · Wikidata zu Alte Kirche St. Peter (Q1355397)           | Alte Kirche St. Peter / Baselgia veglia San Peider KGS-Nr.: 03205                    | B    | G   | San Peter 1 786185 / 156716 |              |
| ja   | Datei hochladen · Wikidata zu Chesa Planta Samedan (Q1070538)            | Haus Planta (Salis/Planta) / Chesa Planta (Salis/Planta) KGS-Nr.: 03206              | B    | G   | Mulins 2 786619 / 156567    |              |
| ja   | Datei hochladen · Wikidata zu Gemeindehaus (Q29785020)                   | Gemeindehaus / Chesa cumünela KGS-Nr.: 12477                                         | B    | G   | Plazzet 4 786581 / 156564   |              |